# Ян Клапач
Ян Клапач (чеськ. Jan Klapáč; нар. 27 лютого 1941, Прага, Протекторат Богемії і Моравії) — чехословацький хокеїст, правий нападник.
Чемпіон світу 1972. Член зали слави чеського хокею (з 2010 року) та «Клубу хокейних снайперів» (410 голів).
Дід олімпійської чемпіонки з гірськолижного спорту Естер Ледецької.

## Клубна кар'єра
В чемпіонаті Чехословаччини грав за їглавську «Дуклу» (1960–1975). Всього в лізі провів 354 матчі (228 голи). Семиразовий чемпіон країни. Найкращий бомбардир (1965 — 42 очки) та найкращий снайпер ліги (1966 — 41 гол). Грав у одній ланці з братами Ярославом та Їржі Голиками.

## Виступи у збірній
У складі національної збірної був учасником двох Олімпіад (1964, 1968). В Інсбруку здобув бронзову нагороду, а через чотири роки у Греноблі — срібну.
Брав участь у семи чемпіонатах світу та Європи (1964–1966, 1968, 1969, 1972, 1973). Чемпіон світу 1972; другий призер 1965, 1966, 1968; третій призер 1964, 1969, 1973. На чемпіонатах Європи — одна золота (1972), три срібні (1965, 1966, 1968) та три бронзові нагороди (1964, 1969, 1973).
На чемпіонатах світу та Олімпійських іграх провів 45 матчів (19 закинутих шайб), а всього у складі збірної Чехословаччини — 110 матчів (56 голів).

## Нагороди та досягнення

### Командні
| Нагороди                     | Команда          | Кіл. | Роки             |
| ---------------------------- | ---------------- | ---- | ---------------- |
| Олімпійські ігри             |                  |      |                  |
| Срібло                       | Чехословаччина   | 1    | 1968             |
| Бронза                       | Чехословаччина   | 1    | 1964             |
| Чемпіонат світу та Європи    |                  |      |                  |
| Золото                       | Чехословаччина   | 1    | 1972             |
| Срібло                       | Чехословаччина   | 3    | 1965, 1966, 1968 |
| Бронза                       | Чехословаччина   | 3    | 1964, 1969, 1973 |
| Кубок європейських чемпіонів |                  |      |                  |
| Фіналіст                     | «Дукла» (Їглава) | 2    | 1968, 1971       |
| Чемпіонат Чехословаччини     |                  |      |                  |
| Золото                       | «Дукла» (Їглава) | 7    | 1967-1972, 1974  |

### Особисті
| Нагороди                       | Кіл. | Роки           |
| ------------------------------ | ---- | -------------- |
| Найкращий бомбардир ліги       | 1    | 1965 (42 очки) |
| Найкращий снайпер ліги         | 1    | 1966 (41 гол)  |
| Член зали слави чеського хокею | -    | 2010           |